# Starr Andrews
Starr Andrews (Los Ángeles, Estados Unidos; 23 de junio de 2001) es una patinadora artística sobre hielo estadounidense. Medallista de plata del Campeonato Nacional Júnior de Estados Unidos de 2017.

## Carrera
Nació en junio de 2001 en Los Ángeles, California. Comenzó a patinar en el año 2005. Su hermana es gimnasta y su hermano es jugador de baseball.
Comenzó a ser entrenada por Derrick Delmore en California cuando debutó en nivel júnior. Ganó su primer título en la competición Golden Bear de Zagreb en octubre de 2016. En el Campeonato de Estados Unidos de 2017, en nivel júnior, se llevó la medalla de plata. Participó en el Campeonato del Mundo Júnior de 2017, celebrado en Taiwán, donde se ubicó en noveno lugar en el programa corto y finalizó en el lugar 12. Se ubicó en el quinto lugar en la prueba de Grand Prix Júnior en Austria. En su debut en nivel sénior, logró el sexto lugar en el Golden Spin de Zagreb de 2017. En el Campeonato de Estados Unidos de 2018 finalizó en el sexto lugar. Fue asignada para competir en el Campeonato de los Cuatro Continentes, donde quedó en séptimo lugar, y en el Campeonato del Mundo Júnior de 2018. Para la temporada 2018-2019 fue elegida para participar en las pruebas del Abierto de Asia de 2018 y el Skate America de 2018 de la serie del Grand Prix de la ISU.

### Programas
|           | Programa corto                    | Programa libre                                                  | Exhibición |
| --------- | --------------------------------- | --------------------------------------------------------------- | ---------- |
| 2018-2019 | Summertime de George Gershwin     | Desert Spirit de John Herberman Tribal Gathering de Vanessa Mae |            |
| 2017–2018 | Fever de Beyoncé                  | One Moment in Time de Whitney Houston                           |            |
| 2016–2017 | The Pink Panther de Henry Mancini | Cisne negro de Piotr Chaikovski, Clint Mansell                  |            |

### Resultados detallados
| Temporada 2018–2019                          | Temporada 2018–2019                          | Temporada 2018–2019 | Temporada 2018–2019 | Temporada 2018–2019 |
| Fecha                                        | Evento                                       | Programa corto      | Programa libre      | Total               |
| -------------------------------------------- | -------------------------------------------- | ------------------- | ------------------- | ------------------- |
| 26–28 de octubre de 2018                     | Skate Canada International 2018              | 4 64.77             | 9 109.95            | 7 174.72            |
| 20–22 de septiembre de 2018                  | CS Autumn Classic International de 2018      | 5 56.70             | 7 102.93            | 7 159.63            |
| 1–5 de agosto de 2018                        | CS Abierto de Asia 2018                      | 2 62.60             | 5 97.16             | 5 159.76            |
| Temporada 2017–2018                          |                                              |                     |                     |                     |
| Fecha                                        | Evento                                       | Programa corto      | Programa libre      | Total               |
| 22–27 de enero de 2018                       | Campeonato de los Cuatro Continentes de 2018 | 7 60.61             | 7 112.04            | 7 172.65            |
| 29 de diciembre de 2017 – 8 de enero de 2018 | Campeonato de Estados Unidos 2018            | 8 62.55             | 5 127.36            | 6 189.91            |
| 6–9 de diciembre de 2017                     | CS Golden Spin de Zagreb 2017                | 4 60.80             | 7 102.69            | 6 163.49            |

#### Nivel júnior
| Temporada 2017–2018                    | Temporada 2017–2018               | Temporada 2017–2018 | Temporada 2017–2018 | Temporada 2017–2018 |
| Fecha                                  | Evento                            | Programa corto      | Programa libre      | Total               |
| -------------------------------------- | --------------------------------- | ------------------- | ------------------- | ------------------- |
| 31 de agosto – 2 de septiembre de 2017 | Grand Prix Júnior de Austria 2017 | 4 59.93             | 5 99.35             | 5 159.28            |
| Temporada 2016–2017                    |                                   |                     |                     |                     |
| Fecha                                  | Evento                            | Programa corto      | Programa libre      | Total               |
| 15–19 de marzo de 2017                 | Campeonato Mundial Júnior de 2017 | 9 54.04             | 12 104.98           | 12 159.02           |
| 14–22 de enero de 2017                 | Campeonato de Estados Unidos 2017 | 2 54.04             | 2 104.98            | 2 159.02            |
| 27–30 de octubre de 2016               | Golden Bear de Zagreb 2016        | 1 54.04             | 1 104.98            | 1 159.02            |